# Свободне (Чечня)
Свободне (рос. Свободное) — село у Наурському районі Чечні Російської Федерації.
Населення становить 244 особи. Входить до складу муніципального утворення Алпатовське сільське поселення.

## Історія
Згідно із законом від 14 липня 2008 року органом місцевого самоврядування є Алпатовське сільське поселення.

## Населення
| 1990 | 2002 | 2010 |
| ---- | ---- | ---- |
| 223  | ↗262 | ↘244 |